# Carex adelostoma
Carex adelostoma — вид багаторічних трав'янистих рослин родини осокові (Cyperaceae).

## Таксономічна примітка
Carex adelostoma часто призначається у C. buxbaumii як підвид у скандинавській літературі, але статус виду може бути захищений.

## Опис
Рослина від 20 до 60 см заввишки. Листові пластини 2–3 мм завширшки. Сім'янка майже заповнює тіло покриття сім'янки. 2n = 106.

## Поширення
Канада, Аляска, бореальні області Росії, Велика Британія, Естонія, Латвія, Литва, Данія, Фінляндія, Ісландія, Норвегія, Швеція. Населяє субарктичні болота, ліси.